# Peter Kiška
Peter Kiška (Dubnica nad Váhom, 10 maggio 1981) è un ex calciatore slovacco, di ruolo centrocampista.

## Carriera

### Nazionale
Con la Nazionale slovacca ha giocato due incontri nel 2004.